# Best Of Collection 1993–1998
A Best Of Collection 1993–1998 című válogatásalbum a Soho Party gyűjteményes lemeze, melyen az 1993 és 1997 között megjelent slágerek újrakevert és eredeti felvételeit tartalmazza. Az albumról csupán egyetlenegy dal jelent meg kislemezen. A válogatáslemez megjelenése után feloszlottak.

## Az album dalai
1. Az Éjjel Soha Nem Ér Véget
2. Baby Nem Kell Más ('98 New Version)
3. Gyere Táncolj! ('98 Infinity New Version)
4. Szállj (Original - Long Mix)
5. Álom (Original Mix)
6. Hiányzol  featuring Szolnoki Péter
7. Repülj Velem
8. Balatoni Nyár ('98 Remix By Nagyember) Remix Kovács Nagyember László
9. Miért Nincs Nyáron Hó (Soho Radio Edit) featuring Császár Előd
10. A Világ Csak Veled Szép
11. Kéz A Kézben (Discovery Mix)
12. Nem Számít (New York Remix)
13. Az Éjjel Soha Nem Ér Véget (Infinity Mix) Mixed by Infinity
14. Hideg Van featuring St. Martin

## Közreműködő előadók
- Szolnoki Péter - vokál
- Micheller Myrtill - vokál
- Tóth Edina - vokál
- Szatmári Orsolya - vokál
- Czerovszky Henriett - vokál
- Betty Love- vokál
- St. Martin - szaxofon

## Külső hivatkozások
- Az album a Discogs oldalán[1]
- Az együttes honlapja[2]
- Az Éjjel Soha Nem Ér Véget videóklipje[3]